# Сахалинский государственный областной краеведческий музей
Сахали́нский областно́й краеве́дческий музе́й — центральный музей Сахалинской области. Занимает японское здание 1935-1937 годов постройки — единственный в своём роде пример национального стиля тэйкан на территории как Сахалина, так и всей России. Считает себя преемником первого сахалинского музея, основанного в 1896 году. 

## История создания
Современный музей считает себя преемником первого сахалинского музея, открытого в посту Александровском 6 декабря 1896 года по указанию военного губернатора В. Д. Мерказина. Трудами немногочисленной интеллигенции при поддержке администрации сахалинской каторги были собраны этнографические, археологические, геологические, ботанические, зоологические и другие коллекции. С Сахалинским краеведческим музеем связаны имена этнографов Льва Штернберга и Бронислава Пилсудского — в те годы ссыльных и каторжан, внёсших посильный вклад в изучение природы и населения острова.

### Период раздела острова
У музея была сложная судьба, во многом созвучная политической истории Сахалина XX века. Во времена японской оккупации Сахалина в 1905 году и в 1920—1925-х годах при невыясненных обстоятельствах были безвозвратно утрачены ценнейшие коллекции по культуре аборигенов, палеонтологические образцы и другие экспонаты. О первом сахалинском музее свидетельствуют лишь фотографии, хранящиеся в разных архивах и материалы публикаций дореволюционного издания «Сахалинский календарь».
После раздела Сахалина в 1905 году между Россией и Японией музейная деятельность возродилась на обеих частях острова. Так, в 1932 году в административном центре советского Северного Сахалина городе Александровск-Сахалинский для посетителей был открыт областной музей имени 15-летия Октябрьской революции. Он пополнялся новыми коллекциями по истории каторги и этнографии коренных народов. В предвоенные годы в музее работал краевед Алексей Рыжков.
На Южном Сахалине в японском губернаторстве Карафуто (1905—1945 гг.) также был основан музей. В административном центре городе Тоёхара для демонстрации коллекций по естественной истории острова японские власти по проекту архитектора Ёсио Кайдзука (貝塚良雄, 1900—1974) на пожертвования населения в 1937 году построили новое здание музея, выполненное в японском архитектурном стиле «тэйкан» (帝冠, «Императорская корона»). В нем экспонировались коллекции по этнографии коренных жителей Южного Сахалина, по палеонтологии, зоологии, ботанике и другие. С музеем были связаны имена японских исследователей: айноведа Масихо Тири (知里 真志保, 1909—1961), этнографа Тосио Ямамото (山本敏男), ботаника Сигэдзо Сугавара (菅原繁蔵) и других. Коллектив публиковал научные сборники, статьи, книги.

Фотографии здания музея
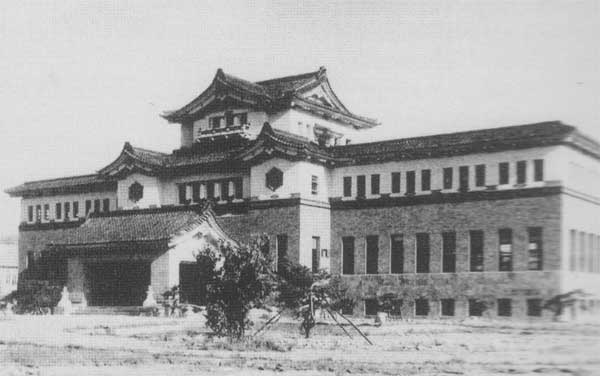
Музей для демонстрации коллекций по естественной истории Карафуто в 1937 году
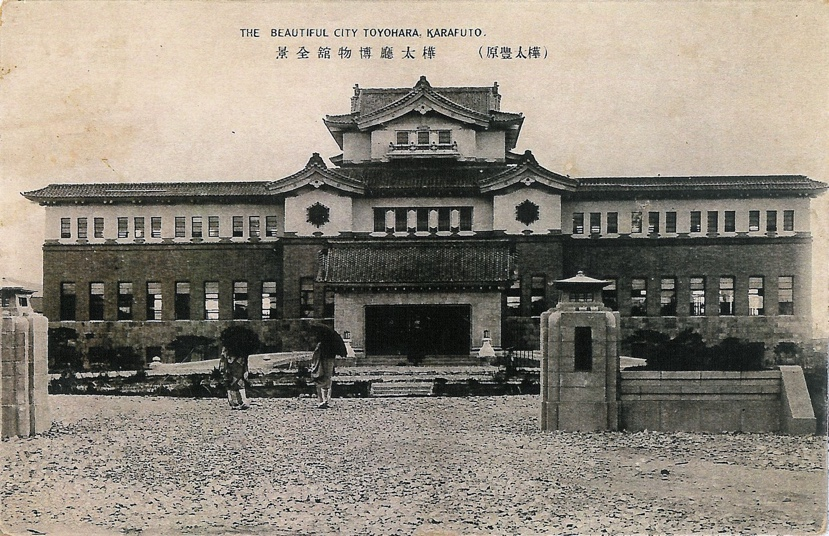
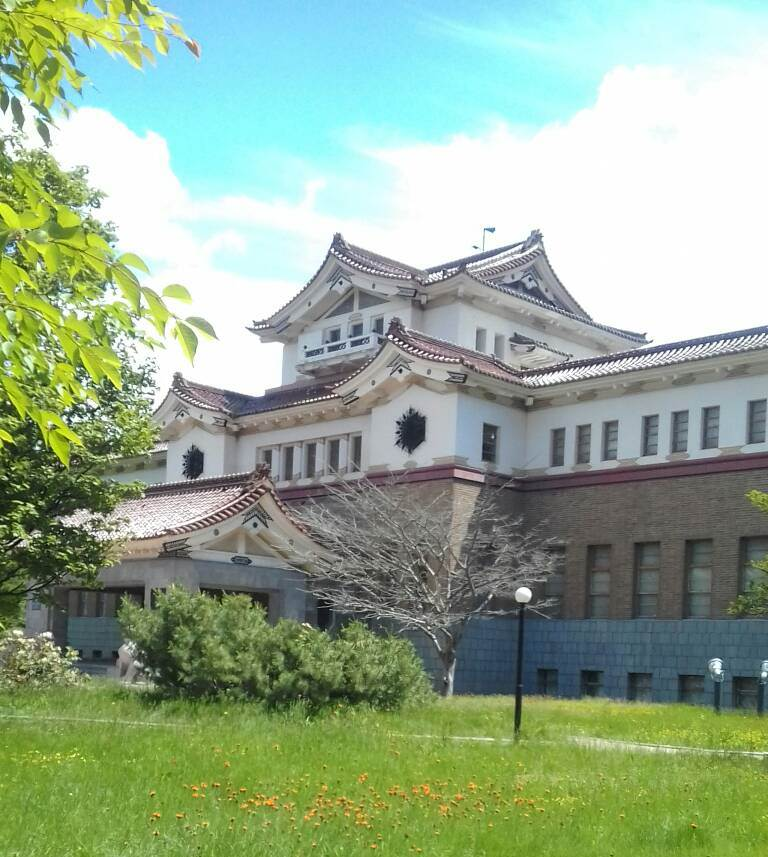
Октябрь 2018 года

### Советский и постсоветский периоды
После окончания Второй мировой войны и освобождения Южного Сахалина и Курильских островов начался новый этап в развитии музейного дела. Японский музей в г. Тоёхара был национализирован. Приказом начальника Южно-Сахалинского областного управления по гражданским делам Д. Н. Крюкова от 11 мая 1946 года в здании японского музея был открыт для обозрения Областной краеведческий музей. Таким образом, музей был открыт повторно. Однако некоторое время до репатриации японских граждан, советские и японские сотрудники работали в нем вместе. Первый директор музея — Михаил Артемьевич Лукашов (сын садовода Артемия Лукашова).
В 1947 году была образована Сахалинская область. Начался новый этап развития Сахалинского областного музея. В собрании музея осталась храниться небольшая часть национализированных японских коллекций, но без информации. В 1953 году после закрытия Александровского городского музея все имеющиеся там коллекции передали на постоянное хранение в Сахалинский областной краеведческий музей. Таким образом, последний стал преемником и хранителем всех коллекций сахалинских музеев, существовавших прежде в островном крае.
В середине 1980-х годов начала складываться сеть филиалов музея в районах области. К началу 2000 года было семь филиалов в районных центрах: Охе, Ногликах, Поронайске, Курильске, Александровске-Сахалинском, Холмске, Южно-Курильске. В 2001 году бывшие филиалы музея обрели статус самостоятельных муниципальных музеев.

## Экспозиции и выставки
По состоянию на 2022 год в музее имелось свыше 220 000 экспонатов на следующие темы: растительный и животный мир; природно-климатические особенности региона; древнейшее прошлое Сахалина и Курил; коренное население; открытие и исследования островов; Сахалин с середины XIX по конец XX века. 
В июле 2010 года на территорию Краеведческого музея был привезён японский танк типа 95 Ха-Го времён Второй мировой войны. Этот образец бронетехники был найден на острове Шумшу. Операция по его транспортировке на Сахалин была организована министерством транспорта, связи и дорожного хозяйства и агентством по культуре Сахалинской области.

Примеры экспонатов
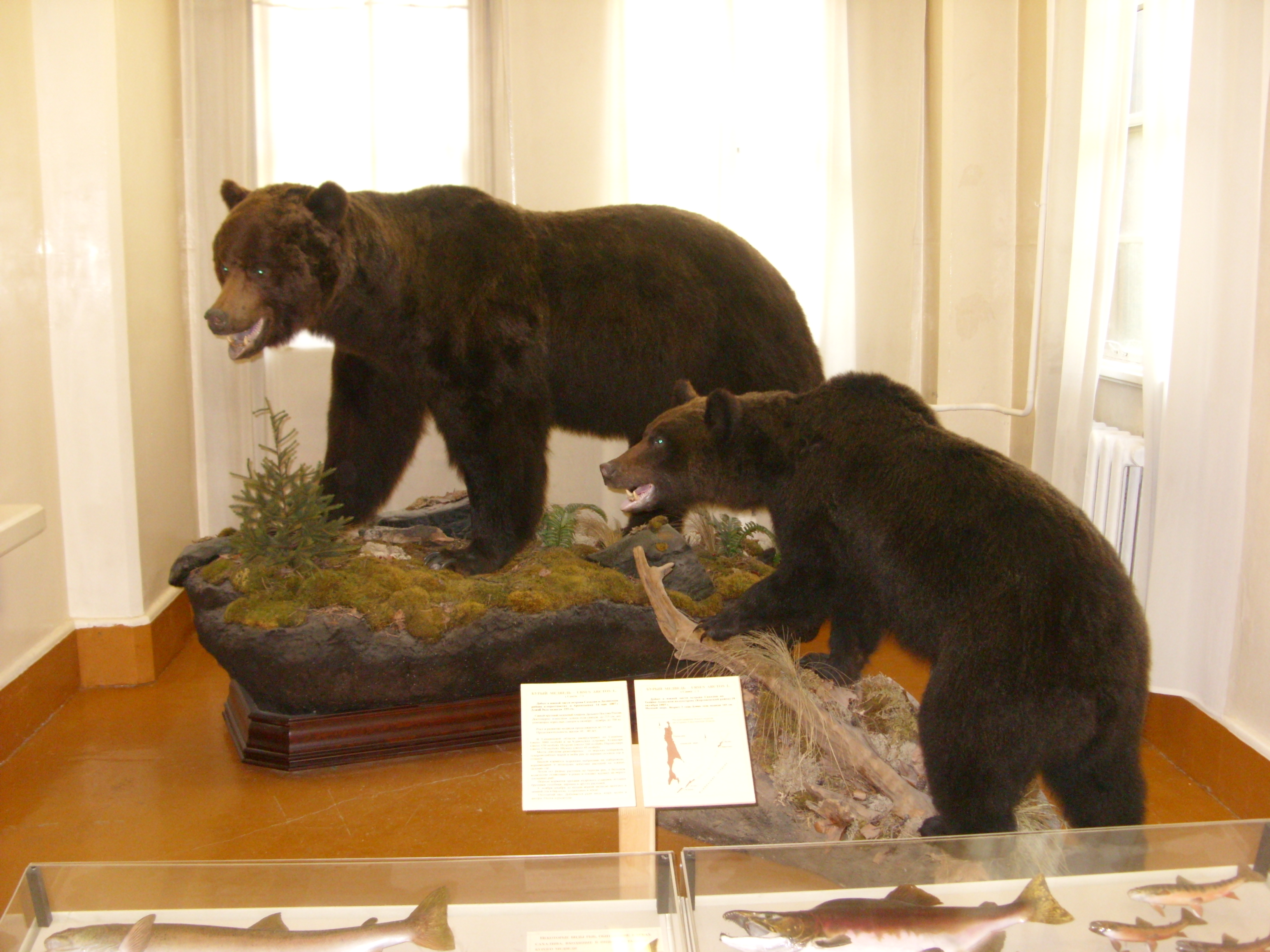
Чучела бурых медведей
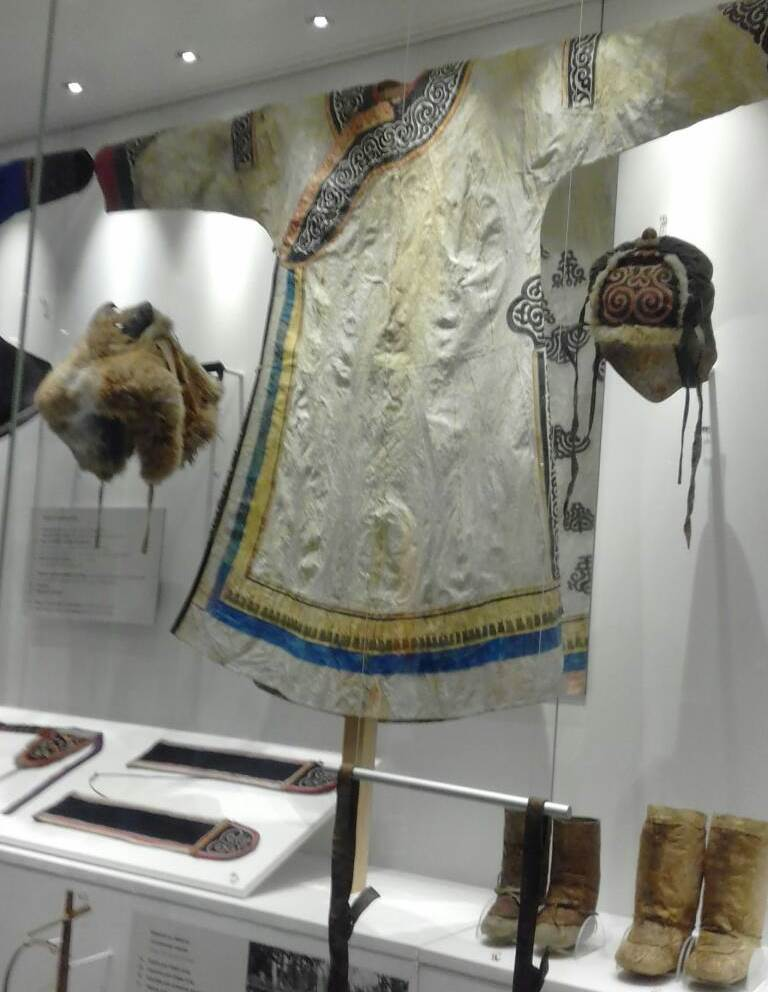
Национальная одежда коренных народов Сахалина
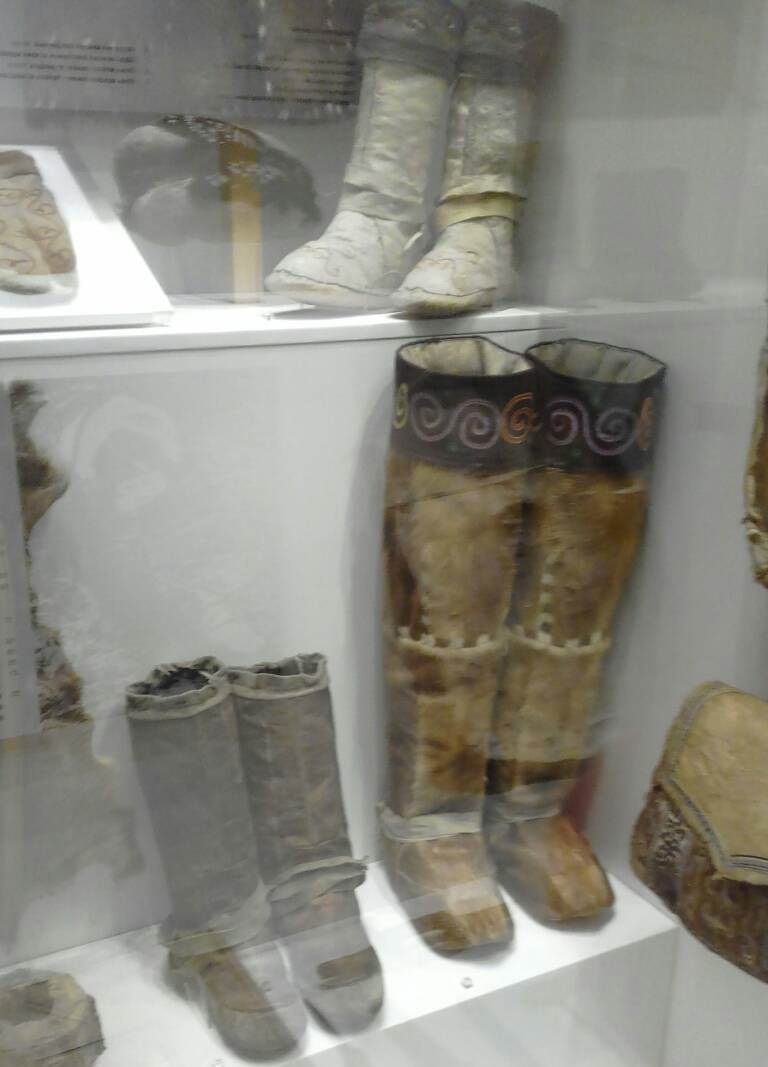
Меховые сапоги коренных народов Сахалина

## Публикации
Основные издания сахалинского областного краеведческого музея за период 1995—2011 гг.:
1. «Вестник Сахалинского музея» . Ежегодник Сахалинского областного краеведческого музея. Издается с 1995 года.
2. «Известия Института наследия Бронислава Пилсудского». Ежегодник. Издается с 1998 г. Институт наследия Бронислава Пилсудского — научное подразделение музея, созданного в 1997 году. Основная задача — выявление, подготовка и публикация материалов, связанных с жизнью и деятельностью Б. О. Пилсудского и его окружения, и историческим периодом конца XIX в. Издано 10 номеров.
3. Бронислав Пилсудский. «Дорогой Лев Яковлевич…» (Письма Л. Я. Штернбергу. 1893—1917 гг.). Составление, подготовка к публикации, вступительная статья и комментарии В. М. Латышева. Южно-Сахалинск, 1996.
4. Т. П. Роон. «Уйльта Сахалина. Историко-этнографическое исследование традиционного хозяйства и материальной культуры XVIII — середины XX вв.» (отв. редактор П. Я. Гонтмахер). Южно-Сахалинск, 1996.
5. Н. А. Мамчева. «Нивхская музыка как образец раннефольклорной монодии» (отв. редактор М. М. Прокофьев). Южно-Сахалинск, 2003.
6. Семён Надеин. «Энгеспал. Избранное» (редактор-составитель К. Я. Черпакова). Южно-Сахалинск, 1996.
7. И. А. Самарин. «История острова Монерон». Южно-Сахалинск, 1996. Первое монографическое исследование, посвящённое истории открытия и освоения о. Монерон с древнейших времён до наших дней.
8. «Фольклор сахалинских айнов». Подготовка и публикация текста В. М. Латышева. Южно-Сахалинск, 2002.
9. «Фольклор сахалинских нивхов». Подготовка к публикации и комментарии А. Б. Островского. Южно-Сахалинск, 2003.
10. А. Б. Островский. «Религиозные верования нивхов» (научные редакторы В. М. Латышев, М. М. Прокофьев). Южно-Сахалинск, 2005.
11. Н. А. Мамчева. «Обрядовые музыкальные инструменты аборигенов Сахалина» (отв. редакторы Т. П. Роон, М. М. Прокофьев). Южно-Сахалинск, 2003.
12. Ю. А. Сем. «Леопольд Иванович Шренк (1826—1894). Жизнь и деятельность исследователя Приамурья, Приморья и Сахалина» (научный редактор М. М. Прокофьев). Южно-Сахалинск, 2003.
13. «Народы и культуры Дальнего Востока: взгляд из XXI века»: доклады международной научной конференции, посвященной 140-летию со дня рождения Л. Я. Штернберга, проведенной музеем в 2001 г. (отв. редакторы Т. П. Роон, М. М. Прокофьев). Южно-Сахалинск, 2003.
14. И. А. Самарин. «Гарды. Каталог коллекций музеев Сахалинской области». Южно-Сахалинск, 2004.
15. И. А. Самарин. «Маяки Сахалина и Курильских островов». Южно-Сахалинск, 2005.
16. И. А. Самарин. «Путь богов» по островам. Синтоистские храмы Южного Сахалина и Курильских островов". Южно-Сахалинск, 2005.
17. «Каталог коллекций Б. А. Жеребцова по этнографии айнов Южного Сахалина». Автор — старший научный сотрудник музея М. М. Прокофьев. Южно-Сахалинск, 2005.
18. «Каталог этнографических коллекций Б. О. Пилсудского в Сахалинском государственном областном краеведческом музее (1898—1899, 1903—1905 гг.). 2-е дополненное и исправленное издание». (В. М. Латышев, М. М. Прокофьев). Южно-Сахалинск, 2006.
19. М. М. Прокофьев. «Японские учёные — исследователи Южного Сахалина и Курильских островов (конец XIX — первая половина XX веков). Биобиблиографические очерки. Книга первая», Южно-Сахалинск, 2006.
20. Ф. М. Августинович. Жизнь русских и инородцев на острове Сахалине. Составление, подготовка текста к печати, вводная статья и комментарии В. М. Латышева. Южно-Сахалинск, 2007.
21. Культурное наследие народов Дальнего Востока России. Сахалинская область. Нивхи. Составители: М. М. Прокофьев, К. Я. Черпакова. М., 2011.
22. Клитин А. К., Вертянкин А. В. Естественная история Сахалина и Курильских островов. Насекомые. Южно-Сахалинск, 2011.
23. Бронислав Пилсудский и Лев Штернберг: Переписка и документы (конец XIX – начало XX вв.). Составители: Латышев В. М., Дударец Г. И., Прокофьев М. М.
24. Татьяна Улита. Материалы по фольклору и культуре нивхов Сахалина». Составители: Мамчева Н. А., Прокофьев М. М., Шкалыгина Е. Н.
25. П. Т. Сердюк. «Так было… В боях за Южный Сахалин.  Из опыта партийно-политической работы 79-й Сахалинской дивизии по подготовке и обеспечению боёв за освобождение Южного Сахалина. Книга-альбом. Сост. И. А. Самарин, О. В. Фецова. Южно-Сахалинск, 2011.
26. Герои Советского Союза – участники освобождения Южного Сахалина и Курильских островов в августе 1945 года. Книга-альбом. Сост. Н. В. Вишневский.  Южно-Сахалинск, 2011.